# Джеймс Мезон
Джеймс Мезон (правильніше: Джеймс Мейсон (англ. James Mason); нар. 19 листопада 1849, Кілкенні, Ірландія — пом. 15 січня 1905, Рочфорд, Ессекс, Англія) — американський та британський шахіст і шаховий літератор ірландського походження. Один з найкращих шахістів США та Великої Британії кінця XIX століття.
Виграв матчі в Юджина Делмара (1874: +7, -1, =0 і +7, -3, =0) та Генрі Берда (1876: +11, -4, =4), переміг у турнірі IV американського шахового конґресу (Філадельфія, 1876). З 1878 мешкав у Великій Британії. Переміг у матчі проти Джозефа Генрі Блекберна (1879: +2, -1, =0). Учасник важливих турнірів:
- Берлін (1881) — 5-6-е місця
- Відень (1882) — 3
- Лондон (1883) — 5-7
- Нюрнберг (1883) — 3
- Гамбург (1885) — 2-6
- Бредфорд (1888) — 3-4
- Нью-Йорк (1889) — 7
- Манчестер (1890) — 5-6
- Лондон (1892) — 3
- Гастінґс (1895) — 12-14-е місця

Працював над теорією дебютів. Так, на його честь названо гамбіт Мезона (інша назва — «гамбіт Кереса»): 1. е4 е5 2. f4 ef 3. КсЗ.
Останні 15 років життя переважно присвятив праці над своїми шаховими книгами.